# Powerlight
Powerlight è un album discografico in studio del gruppo musicale statunitense Earth, Wind & Fire, pubblicato nel 1983 e prodotto dal leader della band Maurice White.

## Tracce
Lato 1
1. Fall in Love With Me
2. Spread Your Love
3. Side by Side
4. Straight from the Heart

Lato 2
1. The Speed of Love
2. Freedom of Choice
3. Something Special
4. Hearts to Heart
5. Miracles